# Bernhard Severin Ingemann
Bernhard Severin Ingemann (12. května 1789, Torkilstrup – 14. února 1862, Sorø) byl dánský romantický básník, dramatik a prozaik.

## Život
Narodil se ve vesnici Torkilstrup na ostrově Falster v rodině luteránského vikáře. Při studiích práv na Kodaňské univerzitě začal pod vlivem poezie Adama Oehlenschlägera a německého romantismu psát básně, které byly přijímány kladně. Po skončení studií se od roku 1816 krátce živil jako soukromý učitel. V letech 1818–1819 cestoval po Francii, Německu a Itálii. Po svém návratu se roku 1822 stal profesorem dánského jazyka a literatury na Akademii v Sorø a v tom samém roce se oženil s malířkou Lucií Mandixovou. Na akademii působil až do své smrti roku 1862 a v letech 1843 až 1849 byl jejím ředitelem..

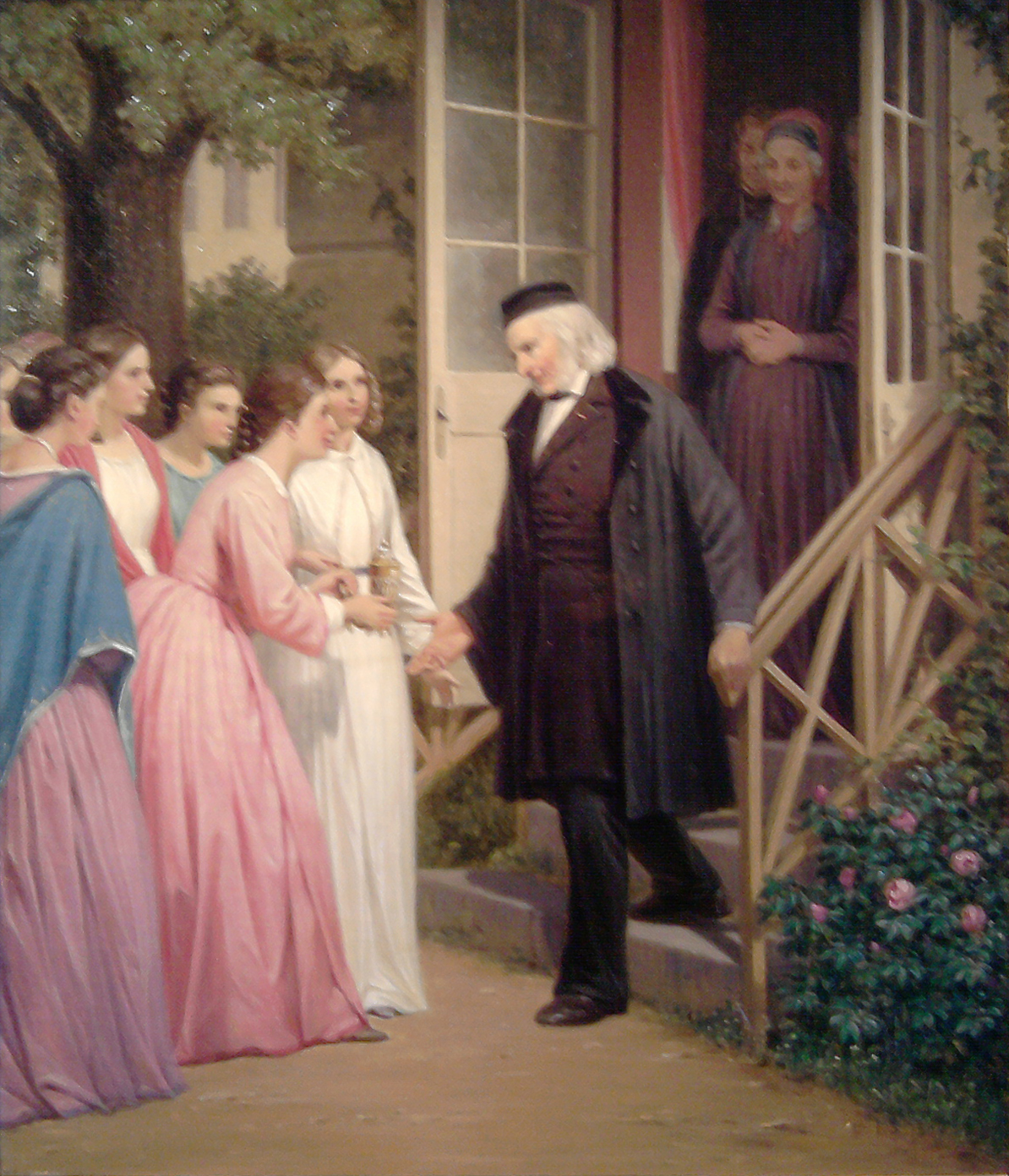
Ingemann v roce 1859 na obraze Jørgena Sonneho

První jeho básně z let 1811–1812 se vyznačují smutnou a sentimentální náladou, korespondující s pocity dánského národa sklíčeného ztrátou Norska a finanční krizí. Následovalo šest divadelních her, jejichž úspěch vyvolal nepřízeň některých jeho současníků. Proti jejich kritice vystupoval především N. F. S. Grundtvig, který se stal Ingemannovým přítelem.
Po návratu z cest se začal věnovat próze. Povzbuzen slávou Waltera Scotta a z podnětu jeho přítele Grundtviga napsal cyklus historických románů s výraznou křesťansko-mravní tendencí, založenou na myšlence, že duch národa kvete, jen když v něm převládá víra a důvěra v Boha. Jejich přijetí u kritiky bylo chladné, ale u běžných čtenářů slavily velký úspěch. Jsou však historicky nepřesné a dnes působí poněkud naivně. Některé z nich se ale staly součástí dánské literatury pro děti a mládež, stejně jako některé jeho básně.
Psal rovněž pohádky, básně historického a mytologického obsahu a v jeho pozdní tvorbě pak převládly hluboce náboženské básně a žalmy, z nichž mnohé se staly klasickými a byly zhudebněny.

## Výběrová bibliografie

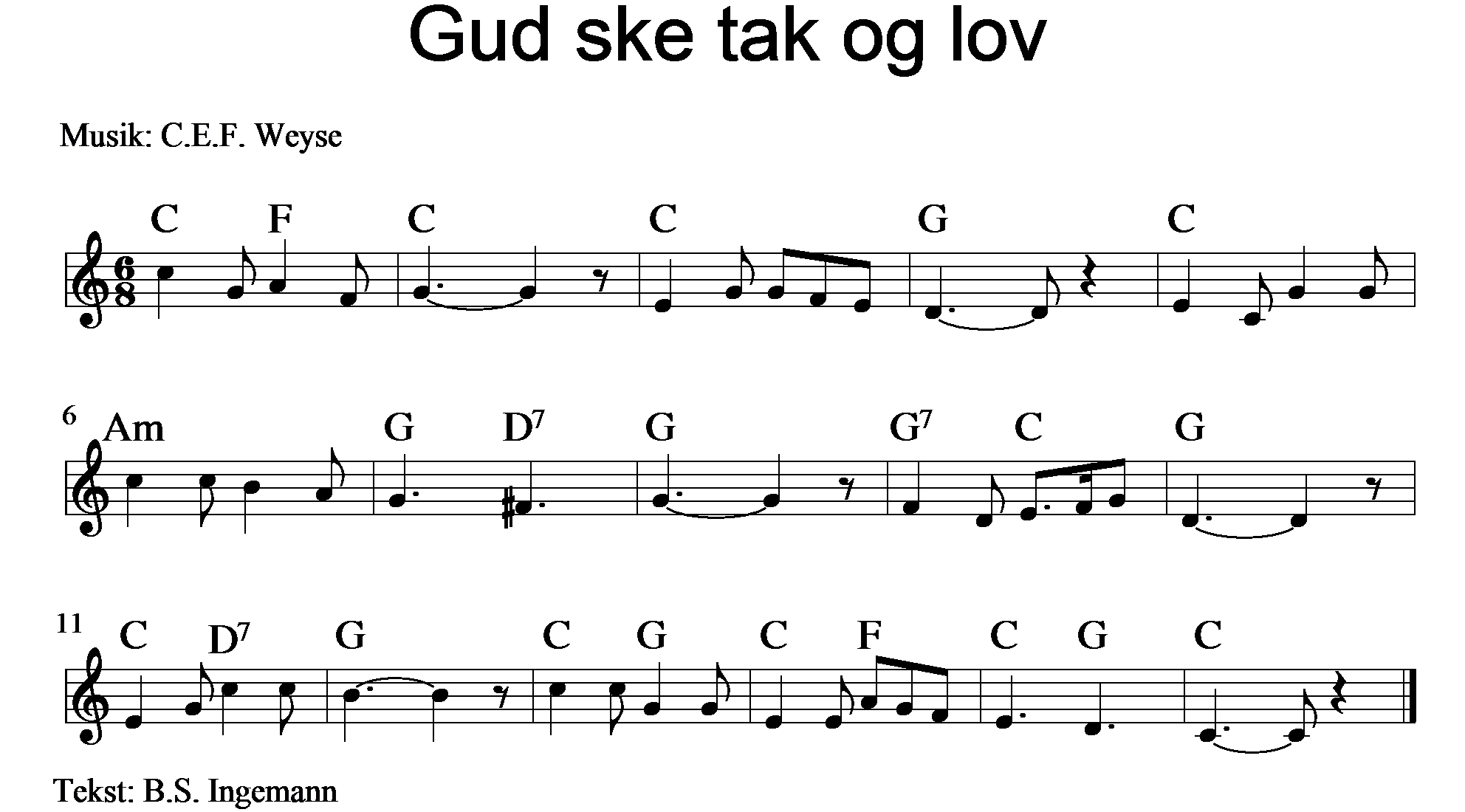
Partitura písně Gud ske tak og lov! (Díky Bohu!) z roku 1837

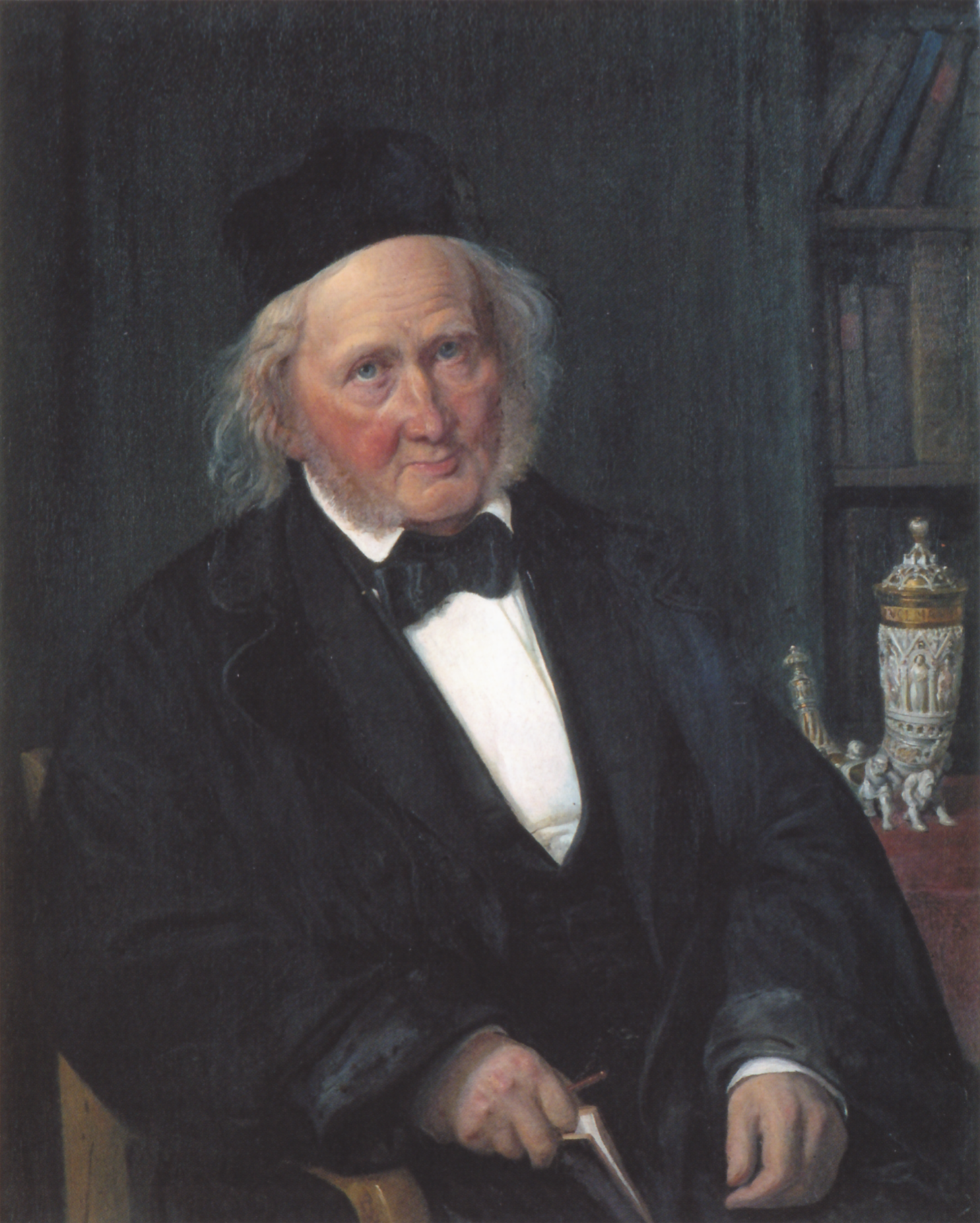
Ingemann v roce 1860 na obraze Wilhelma Marstranda

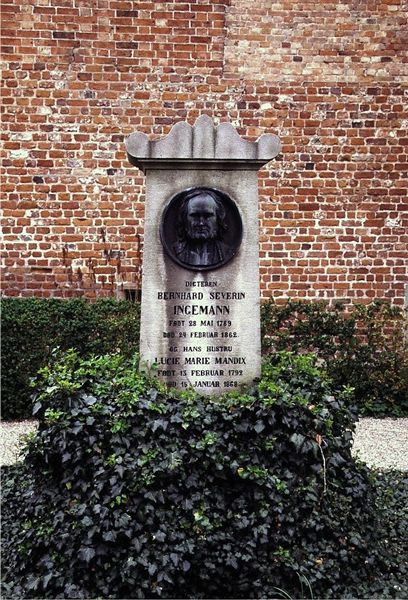
Ingemannův hrob v Sorø

### Poesie
- Digte (1811-1812, Básně), dva svazky.
- Procne (1813), sbírka básní.
- De sorte Riddere (1814, Černí rytíři), romantický epos a fantastickými motivy.
- Tassos Befrielse (1819, Osvobozený Tasso), dramatická báseň.
- Waldemar den Store og hans Mænd (1824, Valdemar Veliký a jeho družina), historický epos napsaný na podnět N. F. S. Grundtviga.
- Huldre-gaverne eller Ole Navnløses Levnedts-eventyr (1831, Dary víl neboli život Oly BEzejmenného, pohádky.
- Dronning Margrthe (1836, Královna Markéta), historická báseň o dánské královně Markétě I.
- Morgensange for Børn (1837, Ranní písně pro děti).
- Holger Danske (1837, Holger Dánský), cyklus básní inspirovaný francouzskou chanson de geste Rytířské skutky Ogiera Dánského.
- Aftensange (1838, Večerní písně), zhudebněno C. E. F. Weyem
- Renegaten (1838, Odpadlík), dramatická báseň.
- Ungdomsdigte (1845, Básně pro děti).
- Psalmer og andre religiøse Sange (1845, Žalmy a jiné náboženské písně).

### Divadelní hry
- Blanca (1815), tragédie.
- Masaniello (1815), tragédie.
- Røsten i Ørkenen (1815, Hlas v poušti), biblické drama.
- Reinald Underbarnet (1816), Lyricko-dramatická féerie.
- Hyrden af Tolosa (1816, Pastýř z Tolosy), tragédie.
- Løveridderen (1816, Lví rytíř), tragédie
- Salomons Ring (1839, Šalamounův prsten), básnické drama.

### Próza
- Eventyr og fortælllinger (1820, Pohádky a příběhy).
- Valdemar Sejr (1826, Valdemar Vítězný), historický román ze života dánského krále Valdemara II. a jeho manželky Dagmar, historický román.
- Erik Menveds Barndom (1828, Dětství Erika Menveda), historický román ze života dánského krále Erika VI.
- Kong Erik og de Fredlöse (1833, Král Erik a psanci), druhý historický román z doby Erika VI.
- Prinds Otto af Danmark og hans samtid (1835, Princ Otto Dánský a jeho doba), historický román.
- Kunnuk og Naja eller Grønlænderne (1842, Kunnuk a Naja), povídka.
- Landsbybörnene (1852, Děti z vesnice), romantický román z autorovy současnosti.
- Levnetsbog (1862, Kniha života), autobiografie.

## Filmové adaptace
- Valdemar Sejer (1910, Valdemar Vítězný), dánský němý film, režie Gunnar Helsengreen.[5]

## Česká vydání
- Valdemar Vítězný, Praha: Nakladatelské družstvo Nová osvěta 1946, přeložila Marie Polívková-Rádlová